# Max Temmerman (dichter)

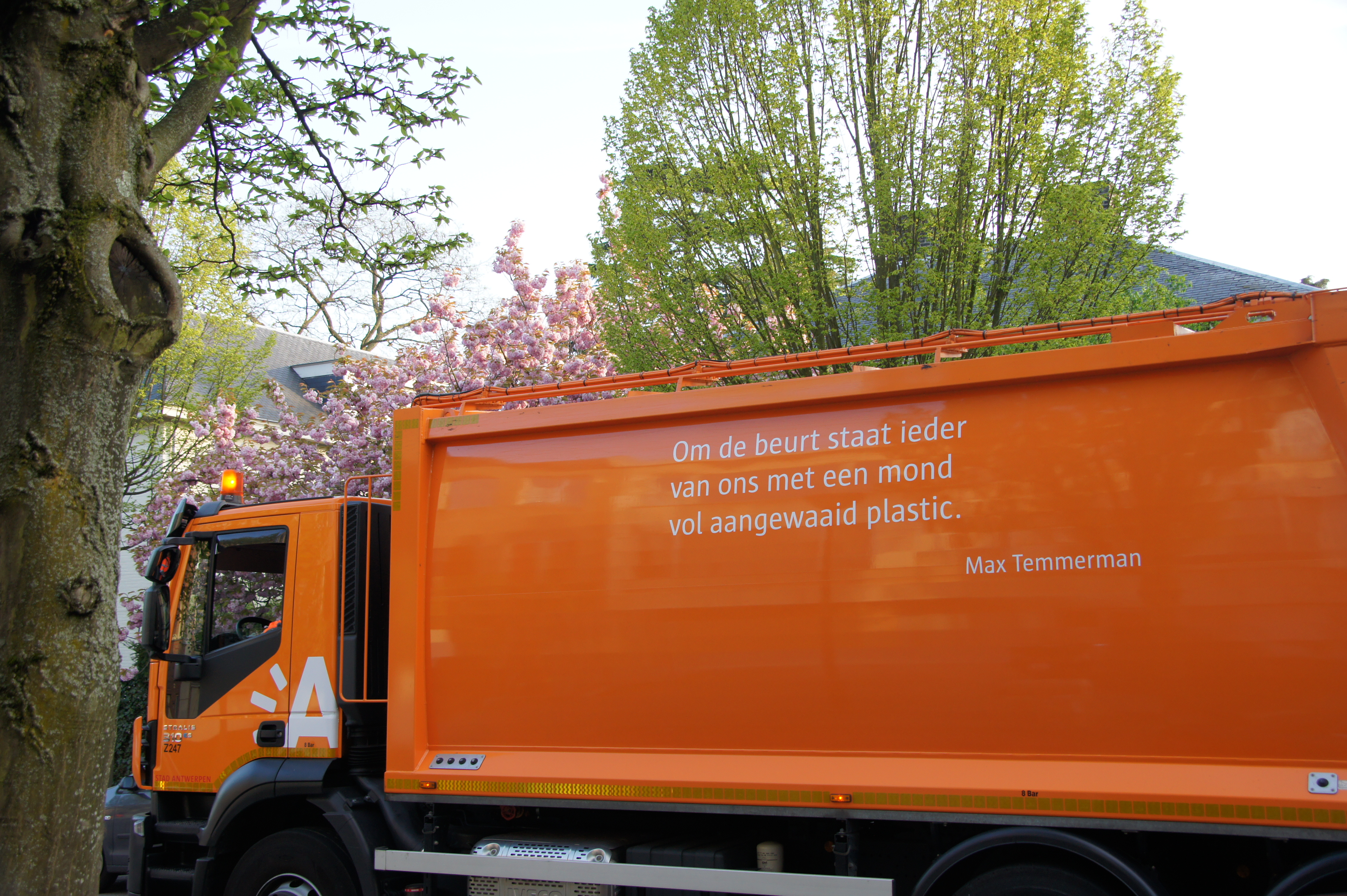

Max Temmerman (Brasschaat, 1975) debuteerde in 2011 met de opgemerkte bundel Vaderland, goed voor een nominatie van de C. Buddingh'-prijs 2012. In oktober 2013 verscheen de succesvolle opvolger Bijna een Amerika. Die bundel kaapte de Herman de Coninck Publieksprijs weg en werd genomineerd voor de Jo Peeters Poëzieprijs 2014 en de J.C. Bloemprijs 2015. 
In september 2015 verscheen Temmermans derde bundel Zondag acht dagen, te lezen als het sluitstuk van een drieluik over tijd. Zo universeel immers Temmermans onderwerpen, zo kenmerkend borstelt de dichter het leven hier en nu met trefzekere penseelstreken. In januari 2017 verscheen het luisterboek De meeste mensen die ik ooit ben geweest, een selectie van vijftig gedichten uit dit drieluik, ingesproken door acteur Gene Bervoets. 
In 2019 zag Huishoudkunde het licht.
Max Temmerman schrijft gedichten voor de Eenzame Uitvaart te Antwerpen, een initiatief waarbij een passend gedicht bij de uitvaart van eenzame overledenen wordt voorgedragen.
2020 wordt een keerpunt: in februari verschijnt het prozadebuut van Temmerman. Coniferen wordt aldus aangekondigd:
Ze toonden zich voor het eerst aan haar op het tuinmuurtje dat doorliep tot helemaal achteraan de coniferen. Daar hadden ze gestaan, ze hielden haar in de gaten. Op die manier kwamen ze in het leven van de verteller en zijn zus Marianne. De daaropvolgende jaren ziet Marianne ze steeds vaker. Ze jagen haar op, willen haar laten zien dat ze haar altijd weten te vinden. Ze doen haar in paniek ontvlammen, maar het is Marianne zelf die haar broer angst aanjaagt. In de schaduw van de coniferen ontbloot de verteller zijn familieverhaal, over het verlies van ouders, de komst van rijkdom, over de jaloezie, achterdocht en waanzin die daaruit ontsprongen. Met deze donkere vertelling schrijft dichter Max Temmerman (°1975) zijn prozadebuut, waarin hij de donderende vaart van een Simenon-roman koppelt aan zijn eigen poëtische stem.